# Чирип (вулкан)
Чирип (яп. 北散布山, きたちりっぷさん, Кitachirippu, досл. Северный Чирип) — действующий вулкан на острове Итуруп Большой Курильской гряды.

## Название
Происходит от искажённого айнского слова «чирипои», которое означает «мелкие птицы». То же самое слово лежит в основе названий островов Чирпой и Брат-Чирпоев, двух крупнейших островов субархипелага Чёрные Братья, который  расположен северо-восточнее Итурупа и Урупа.

## Геология и география
Относится к типу голоценовых стратовулканов. Высота 1589 м. Расположен на полуострове Чирип, в северной части Двугорбого хребта, который образует вместе с соседним вулканом Богдан Хмельницкий. Сложен андезитами и базальтами.
Западные склоны крутые и обрывистые, с отвесами высотой 500—600 метров; восточные склоны более пологие, густо заросшие стлаником. 
В настоящее время фиксируется фумарольная и термальная активность. Наблюдаются выбросы газов, выходы термальных вод, что позволяет отнести Чирип в разряд активных вулканов.
В 4 км к югу расположен вулкан Богдан Хмельницкий.